# Mrok w mieście
Mrok w mieście – pierwszy album studyjny polskiego rapera Mrokasa. Wydawnictwo ukazało się 15 września 2011 roku nakładem wytwórni muzycznej Unhuman Familia. Produkcji nagrań podjęli się Julas, Hiras, Nala, Edas, Donatan oraz Kaerson Beats. Gościnnie w nagraniach wzięli udział: Kroolik Underwood, Kubiszew, Shellerini, Kinga Kielich, Kaczor, Waber, Paluch, Słoń, Medi Top Glon, Diox, Kajman i Zelo.

## Lista utworów
Opracowano na podstawie materiału źródłowego.
1. "Numer jeden" (produkcja: Donatan, gościnnie: Kroolik Underwood)
2. "Świadomość" (produkcja: Edas, gościnnie: Kubiszew)
3. "Zapada zmrok (Prolog)" (produkcja: Julas)
4. "Świat jest nasz" (produkcja: Julas, gościnnie: Shellerini)
5. "Krusząc lód" (produkcja: Julas, gościnnie: Kinga Kielich)
6. "Nić Ariadny" (produkcja: Julas, gościnnie: Kaczor, Waber)
7. "Anonimowy rejs" (produkcja: Rafi)
8. "Samotność w tłumie" (produkcja: Julas)
9. "Poza układem" (produkcja: Julas, gościnnie: Paluch)
10. "Królestwo nocy" (produkcja: Hiras, gościnnie: Słoń, Medi Top Glon)
11. "Wszystko na sprzedaż" (produkcja: Julas)
12. "Odcinam się" (produkcja: Julas, gościnnie: Diox)
13. "Pracoholizm" (produkcja: Julas)
14. "Oczy oknami myśli" (produkcja: Kaerson Beats, gościnnie: Kajman)
15. "Graffiti" (produkcja: Hiras)
16. "Walec" (produkcja: Julas)
17. "Kałasznikow" (produkcja: Julas, gościnnie: Zelo)
18. "Rap rarytas 2010 (Mrok Nad Miastem Remix)" (produkcja: Nala)